# Pomiar czucia odbytnicy
Pomiar czucia odbytnicy – badanie diagnostyczne w wykonywane w trakcie manometrii odbytu i odbytnicy, zwane także pomiarem czucia prostniczego, polegające na pomiarach progów odczuwania pierwszego bodźca przy diagnostycznym wypełnianiu odbytnicy, parcia na stolec i bólu.
W trakcie powolnego wypełniania balonu wodą lub powietrzem urządzenia do wykonania manometrii odbytnicy, notuje się kolejno:
- objętość przy której zaczyna się odczuwać wypełnienie odbytnicy (tak zwane czucie pierwszego bodźca - norma wynosi 10-30 ml)
- próg defekacji, czyli objętość przy której odczuwana jest potrzeba defekacji (norma 60 - 120 ml)
- próg bólu, czyli objętość przy której odczuwany jest ból w odbytnicy (norma 100 - 300ml)[1]

W trakcie badania monitoruje się także ciśnienie w odbytnicy, gdyż pozwala to na wyznaczenie podatności odbytnicy, czyli reakcji ciśnieniowej ścian odbytnicy w odpowiedzi na rozciąganie.